# Storemosse naturreservat
Storemosse är ett naturreservat i Laholms kommun i Halland.
Området är 101 hektar stort och är skyddat sedan 2013. Det är beläget norr om Veinge och utgörs av myr och blandskog.

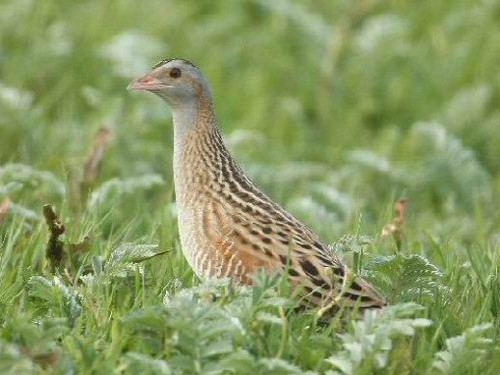
Kornknarr

Kring Svinabäcken i öster breder en öppen myr ut sig med mader och myrholmar. I reservatets västra del har en naturlig blandskog av tall, björk, ek, asp och gran uppkommit. Området är viktigt för fågellivet.